# Setanta birmanica
Setanta birmanica là một loài tò vò trong họ Ichneumonidae.